# Kung Fury
Kung Fury és un curtmetratge realitzat i protagonitzat pel cineasta suec David Sandberg, finançat per micromecenatge el 2014 i estrenat el 2015.
Concebut com una paròdia d'homenatge al cinema d'acció nord-americà de la dècada de 1980, Kung Fury comprén quasi tots els estereotips del gènere i de l'època: arts marcials, ciència-ficció, policies, música de sintetizador, nazis i videojocs.

## Cronologia
Abans de mamprendre la campanya en Kickstarter ja havien rodat el gros del metratge en brut i només faltaven els efectes especials, per als quals Sandberg pensava contractar set realitzadors durant mig any.
per a comboiar els micromecenes publicaren primer un tràiler amb un resum del que vorien els inversors si aconseguia arreplegar dos-cents mil dòlars; els quatre dies, l'objectiu s'aconseguí amb escreix i aplegava a tres mil, raó per la qual pujaren el llistó al milió de dòlars per a realitzar un llargmetratge en compte d'un curt.
Acabada l'arreplega amb sis-cents trenta mil dèneu dòlars, Kung Fury es presentà en el Festival de Cinema de Canes del 2015 i s'estrenà en acabant, el 28 de maig, en el canal de televisió per cable El Rey Network, abans de publicar-lo en obert en YouTube; Sandberg, mentrestant, no abandonava la idea de fer un llargmetratge.

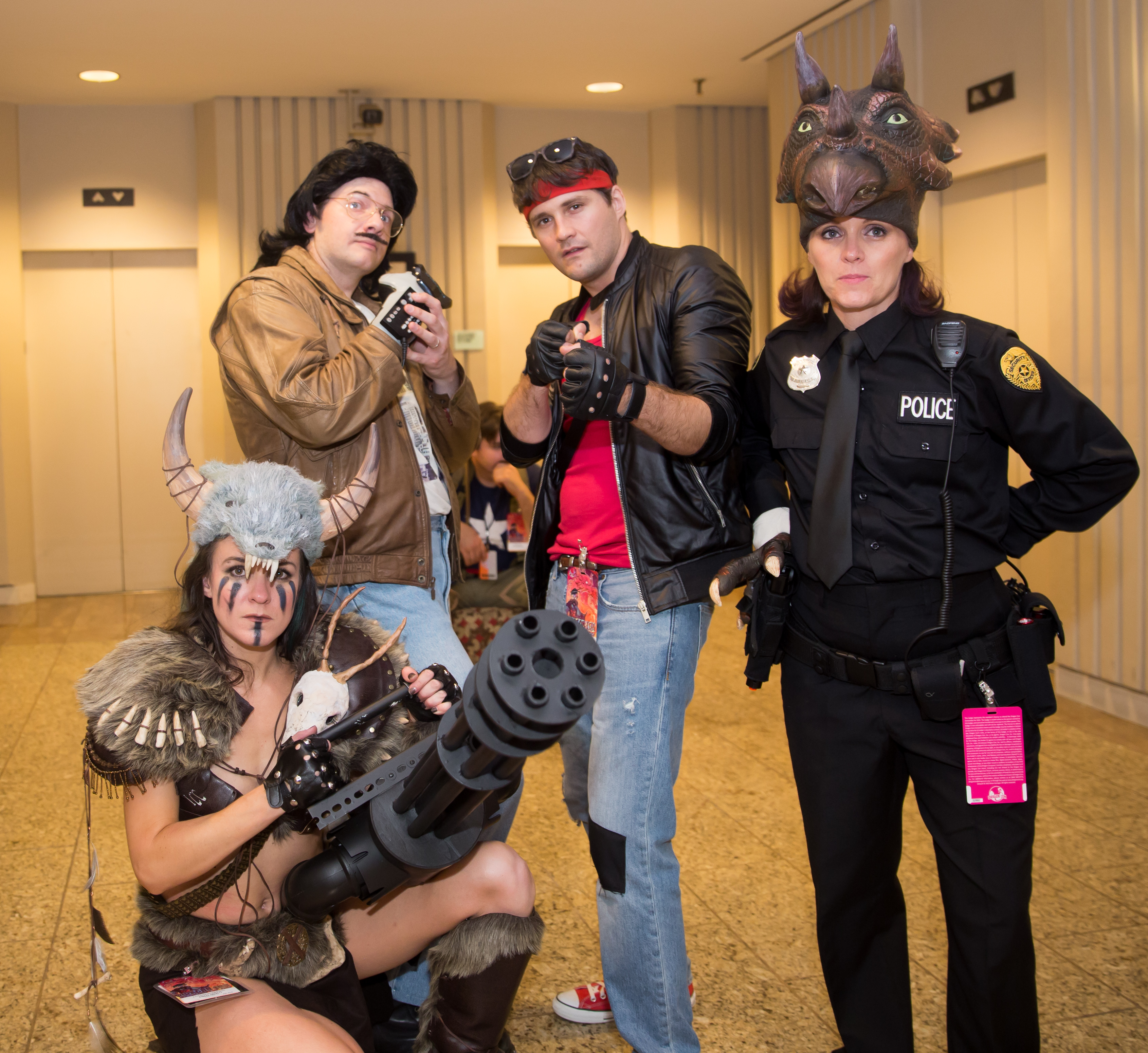

En febrer del 2018 Sandberg confirmà la realització d'un llargmetratge, amb la participació d'Arnold Schwarzenegger, Michael Fassbender i, de nou, David Hasselhoff, amb un argument similar coescrit amb Tyler Burton Smith i el rodatge previst a començaments d'estiu del 2019.

## Repartiment
El mateix Sandberg protagonitza el curt en el paper del personatge homònim, Kung Fury, un policia de Miami expert en kung fu; l'actor i realitzador californià Jorma Taccone fa el paper del seu antagoniste.

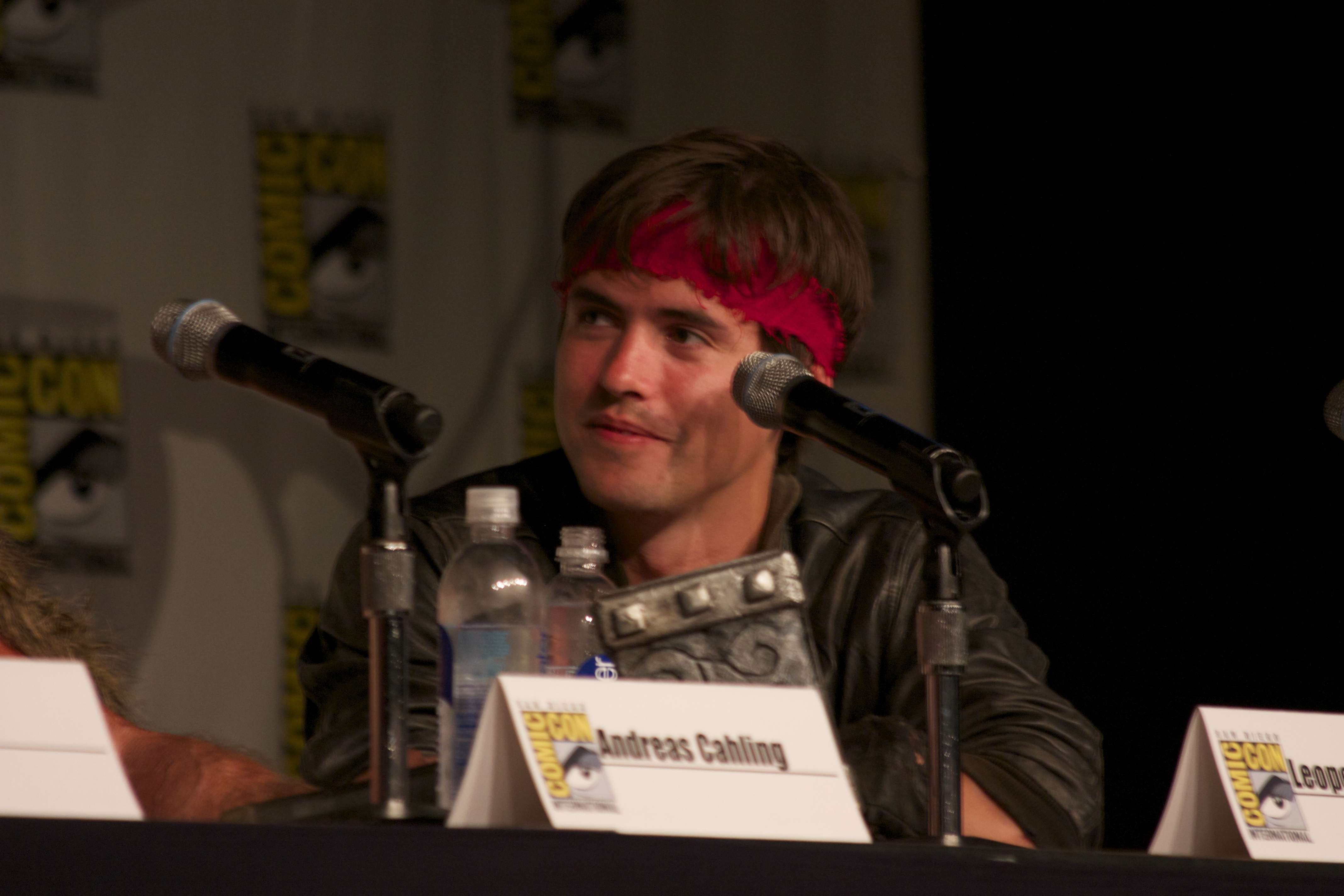
Sandberg, en la SDCC